# The Plan (rivista)
The Plan - Architecture and Technologies in Detail, è una rivista internazionale di Architettura e Design, fondata nel 2001 a Bologna.

## Contenuti
La rivista è indirizzata principalmente a chi opera nel settore dell'architettura, design, costruzioni, università e ordini professionali.
Gli articoli sono sia in inglese che in italiano e i dettagli costruttivi sono esplicati in inglese, italiano, tedesco e spagnolo. Tutte le informazioni fotografiche, progettuali ed espositive sono uniformi fra loro affinché il lettore possa passare da un progetto all'altro senza nessuna difficoltà di lettura e di interpretazione del materiale.
Il programma editoriale della rivista è incentrato sull'approfondimento delle architetture, con grande cura dei contenuti e delle immagini, fino al dettaglio costruttivo, ed una speciale attenzione al collegamento tra progettazione e realizzazione ovvero, tra architetti, designer ed aziende.
Per il biennio 2011-2012 nasce un nuovo comitato di lettura composto da dieci importanti nomi: Mario Cucinella, Michele De Lucchi, Marco Navarra, Alfonso Femia e  Gianluca Peluffo, Antonio Citterio e Patricia Viel, Italo Rota, Beniamino Servino, Matteo Thun, Aldo Cibic, Andrea Boschetti e Alberto Francini.
Ogni membro del comitato scriverà un editoriale critico di apertura della rivista, che affronterà temi importanti nel dibattito di architettura.